# Bulbophyllum pachypus
Bulbophyllum pachypus là một loài phong lan thuộc chi Bulbophyllum.